# Sittande flicka (Fred Åberg)

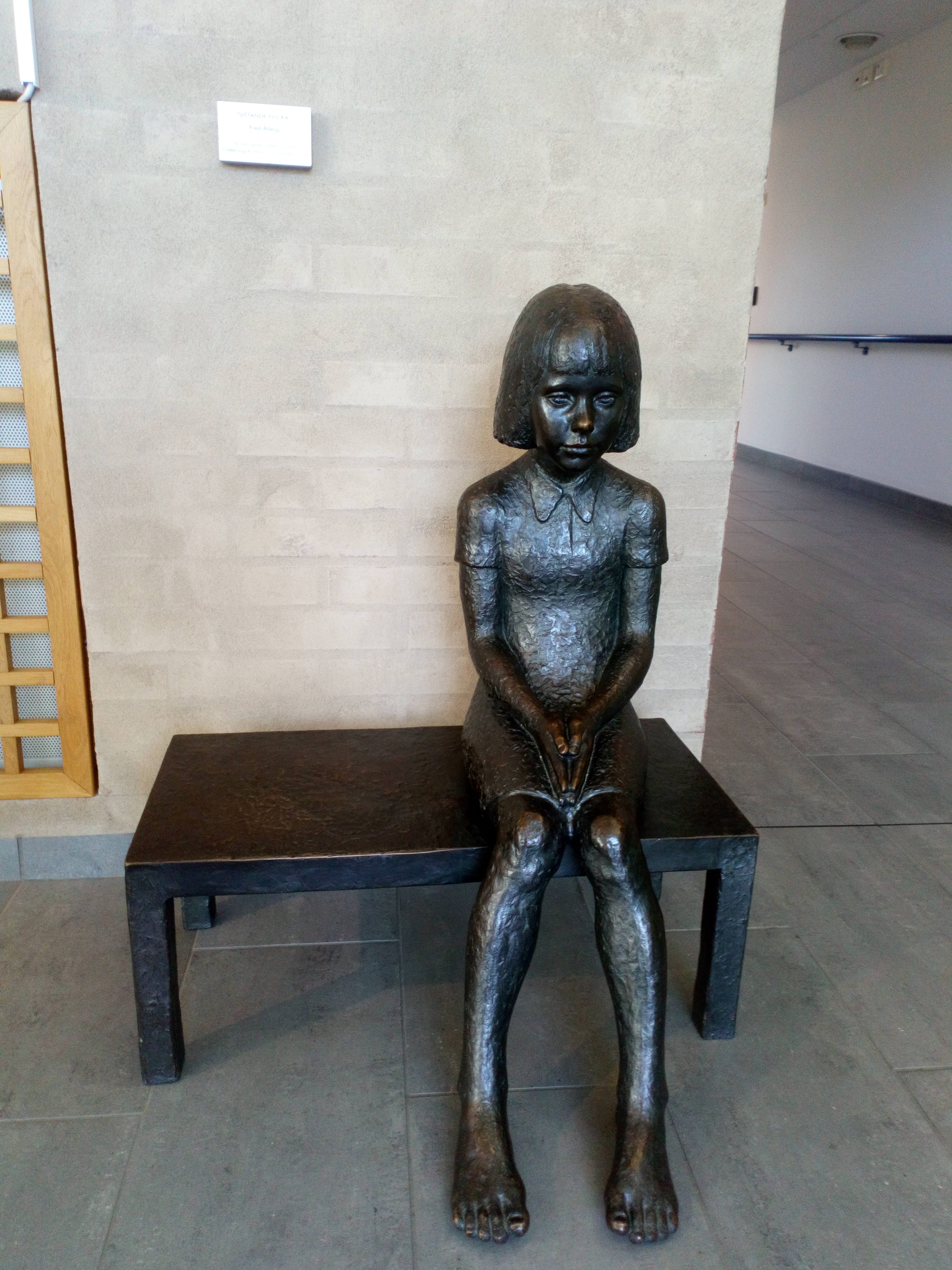
Sittande flicka i Trelleborg

Sittande flicka är en skulptur utförd i brons av konstnären Fred Åberg som man kan hitta på flera platser i södra Skåne. 
Den första skulpturen av konstverket "Sittande flicka" skapades 1977 där flickan sitter på en bassängkant. Modellen är Fred Åbergs dotter Greta. Den skulpturen finns på en innergård vid ett dagcenter i Malmö. Holmagården i Svedala fick 1992 en skulptur där flickan sitter på en bänk istället. Den finns även inne i foajén på Lasarettet Trelleborg, samt utanför Eksjö museum. Flickan sitter på ena sidan av bänken för att kunna få sällskap på andra sidan.